# Prästbol

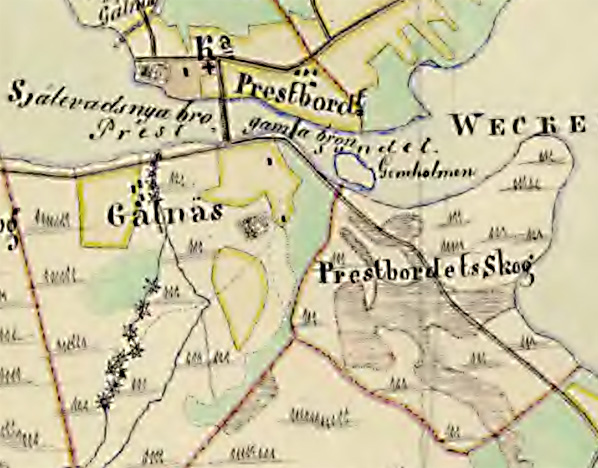
Prästbordet i Själevad i Ångermanland på en karta över Själevads socken från 1852.

Prästbol eller prästbord är mark som används till prästernas försörjning inom kristna kyrkor. Den kan bestå av både jordbruks- och skogsmark och har i allmänhet också omfattat en prästgård. I Sverige var det regel att kyrkoherdarna själva skötte sina jordbruk och förfogade över avkastningen fram till 1910, då penninglön infördes. Därefter har avkastningen från prästborden tillförts en lönefond.

## Etymologi
Ordet prästbord är en direktöversättning av latinets mensa pastoris, vilket var en av de två sorters kyrkojord (bonae ecclesiae) som fanns under medeltiden. Den andra sorten var fabrica ecclesiae. Prästbordet var den mark som prästen fick förfoga över för att försörja sig, medan fabrican var den mark som användes till kyrkobyggnadens underhåll.
Ordet prästbol används ofta för att beteckna samma sak men har ett annat ursprung, eftersom bol är ett gammalt nordiskt ord som betyder boställe. I grund och botten är prästbolet alltså bara själva prästgården med tillhörande jordbruk. Betydelsen av prästbord och prästbol har emellertid kommit att flyta samman eftersom de uttalsmässigt ligger nära varandra, i synnerhet dialektalt.

## Ursprung
I den kristna kyrkans kanoniska rätt stadgades redan på 700- och 800-talen att varje lokalkyrka skulle vara försedd med en gård av vilken prästen skulle få sin försörjning. Den skulle vara fri från skatter. Prästen fick alltså nyttja en sorts förläning, kallad beneficium.

## England

### Historia
I England avsattes prästbord mycket tidigt, i många fall kanske redan under slutet av den anglosaxiska perioden. Storleken har varit högst varierande. Ofta var prästbordens innehavare inte bosatta inom socknen, där det i stället fanns en vikarie, vicar, som skötte församlingsarbetet och fick bruka en del av beneficiet, kallat vicarage.

## Sverige

### Historia
I äldre forskning har det i allmänhet antagits att prästbolen inrättades i samband med socknarnas tillkomst, vilket i många fall innebär 1100-talet. I allmänhet finns dock ingen dokumentation från denna tid. Åtminstone vissa prästbol tillkom under 1200-talets slut och under 1300-talet.
Alla svenska landskapslagar innehåller bestämmelser om att kyrkan ska ha en viss mängd mark, men det är inte klart utsagt vem som ska bidra med den. Det har ofta antagits att alla jordägare i socknen sköt till en bit var genom så kallad skötning. Detta har i realiteten bara kunnat beläggas från relativt sen tid, i fråga om norrländska prästjordar. Det finns också flera kända exempel på att välbesuttna frälsepersoner eller präster donerat jord till kyrkan.
I samband med Gustav Vasas reduktion drogs en del av kyrkans egendomar in till kronan, men prästgårdsjordarna lämnades i stort sett orörda.
Prästbolet brukades i allmänhet av kyrkoherden själv eller hans tjänstefolk. Det var en av de löneförmåner som inbegreps i de så kallade prästrättigheterna. Av ålder åtnjöt prästbolet så kallade prästbolsfriheter, det vill säga frihet från de skatter och besvär som i århundraden ålegat skattejord.

### Prästborden efter 1910
År 1910 antog Sveriges riksdag en lag som stadgade att prästerna inte längre skulle försörja sig på avkastningen av prästborden utan i stället få lön i pengar. Prästgårdarna skildes då från jord- och skogsmarken, som blev en del av prästlönetillgångarna. Själva prästgården blev tjänstebostad för prästen, medan jordbruket arrenderades ut. Inkomsterna från prästborden har sedan dess tillförts till en lönefond.
I modern lagstiftning motsvarar prästbordet det som under en period kallades för löneboställe och nu prästlönefastighet. År 2000 uppgick Svenska kyrkans prästlönefastigheter till 533 572 hektar, varav 387 277 hektar skogsmark, 57 698 hektar jordbruksmark och 88 597 hektar impediment.

### Fotnoter
1. ↑  Emanuelsson, Anders (2005). Kyrkojorden och dess ursprung: Oslo biskopsdöme perioden ca 1000-ca 1400. Avhandlingar från Historiska institutionen, Göteborgs universitet, 1100-6781 ; 44. Göteborg: Historiska institutionen,  Göteborgs universitet. sid. 40. Libris 10011363. ISBN 91-88614-54-9
2. ↑  Svenska Akademiens ordbok: BORD.sbst 8
3. ↑  Gräslund, s. 22.
4. ↑  Gräslund, s. 31.
5. 1 2  Gräslund, s. 26–27.
6. ↑  Gräslund, s. 176–177.
7. ↑  Gräslund, s. 22–23.
8. ↑  Gräslund, s. 174.
9. ↑  Gräslund, s. 23.
10. ↑  Gräslund, s. 24.
11. ↑  Prästbol i Nordisk familjebok (andra upplagan, 1915)
12. ↑  Gräslund, s. 25.
13. ↑  Kalderstam, Johnny (1989). Kungamakt och kyrkojord. Stockholm: Norstedt. sid. 135. Libris 7155107. ISBN 91-1-887931-4
14. ↑  Lag om förvaltning av kyrklig jord (SFS 1970:931) (lagen.nu)
15. ↑  Lag om införande av lagen (1998:1591) om Svenska kyrkan (SFS 1998:1592) (lagen.nu)
16. ↑  Thunander, Hans; Johansson Claes-Göran, Hammar K. G. (2000). Kyrkan och skogen - från S:t Sigfrid till K G Hammar: akademisammankomst den 12 oktober 2000. Kungl. Skogs- och lantbruksakademiens tidskrift, 0023-5350 ; 139:18. Stockholm: Kungl. Skogs- och Lantbruksakademin. Libris 8239695